# Eulasia palmyrensis
Eulasia palmyrensis là một loài bọ cánh cứng trong họ Glaphyridae. Loài này được Mitter miêu tả khoa học năm 1996.